# I pescatori di trepang
I pescatori di trepang è un romanzo di Emilio Salgari, scritto nel 1896 e pubblicato inizialmente dalla Tipografia Editrice L. F. Cogliatti di Milano con illustrazioni di Carlo Linzaghi.

## Trama
Le coste australiane erano famose per le loro bellezze, ma nascondevano anche pericoli mortali. Il capitano Van Stael e il suo equipaggio lo sapevano bene. Tuttavia, la promessa di ricchezze inestimabili li spinse a sfidare le acque infestate da creature marine e le terre abitate da tribù feroci. Il loro obiettivo? Il trepang, un mollusco tanto prezioso quanto letale.
La pesca andò benissimo, ma quando fu il momento di sbarcare per preparare i trepang, i marinai ebbero paura. Sulla costa vivevano degli aborigeni, un popolo molto selvaggio che, secondo le voci, era anche antropofago.
Purtroppo, le paure dei marinai si rivelarono fondate. Gli aborigeni attaccarono e uccisero tutti i marinai, tranne un giovane indigeno che era stato salvato in precedenza da uno dei nipoti del capitano.
Il giovane salvò i tre nipoti del capitano e insieme riuscirono a tornare sulla loro nave, ormai danneggiata. Dopo molte peripezie e pericoli, arrivarono su un'isola sconosciuta.
Lì, i tre nipoti del capitano dovettero usare tutta la loro intelligenza e il loro coraggio per sopravvivere. Alla fine, grazie all'aiuto del giovane indigeno,  sfuggirono in extremis  anche agli abitanti dell'isola e a tornare a casa, ricchi e salvi.